# Єременко Іван Онисимович
Іван Онисимович Єременко (1918-1996) — старший сержант Радянської Армії, учасник Німецько-радянської війни, Герой Радянського Союзу (1945).

## Життєпис
Єременко іван народився 23 вересня 1918 року в селі Битиця (нині — Сумський район Сумської області України). Отримав неповну середню освіту, після чого працював обліковцем на Краснозвездинском рафінадному заводі в Сумах. 
У жовтні 1939 року Єременко був призваний на службу в Робітничо-селянську Червону Армію. З першого дня Великої війни — на її фронтах. Брав участь у боях на Північно-Західному, Західному, 3-му Білоруському фронтах. В боях три рази був поранений і двічі контужений. До серпня 1944 року старший сержант Іван Єременко був командиром гармати 703-го винищувально-протитанкового артилерійського полку 16-ї гвардійської окремої винищувально-протитанкової артилерійської бригади 5-ї армії 3-го Білоруського фронту. Відзначився під час звільнення Литовської РСР.
4 серпня 1944 року під час відображення німецької контратаки в районі села Жвиргждайчяй Шакяйского району Єременко особисто підбив два танки супротивника. Коли загинув командир взводу, Єременко його замінив собою і успішно керував обороною. Вогнем своєї гармати Єременко знищив близько роти ворожих солдатів і офіцерів. 5 серпня артилеристи Єременко підбили танк і знищили близько двох рот солдатів і офіцерів противника.
Указом Президії Верховної Ради СРСР від 24 березня 1945 року за зразкове виконання бойових завдань командування на фронті боротьби з німецькими загарбниками і проявлені при цьому мужність і героїзм" старший сержант Іван Єременко був удостоєний високого звання Героя Радянського Союзу з врученням ордена Леніна і медалі «Золота Зірка» за номером 6354.
У травні 1946 року Єременко був демобілізований. Проживав у Гродно, працював директором Гродненського промислового комбінату, головою постройкома міського будівельного управління, старшим інспектором кадрів на одному з гродненських заводів.
Помер 19 червня 1996 року, похований у Гродно.
Був також нагороджений двома орденами Вітчизняної війни 1-го ступеня, орденом Вітчизняної війни 2-го ступеня, двома орденами Червоної Зірки.